# Aka nodosa
Aka nodosa är en svampdjursart som först beskrevs av Hancock 1849.  Aka nodosa ingår i släktet Aka och familjen Phloeodictyidae. Inga underarter finns listade i Catalogue of Life.